# Patrizia Carlucci
Patrizia Carlucci (* 1986 in Hagen) ist eine deutsche Schauspielerin und Synchronsprecherin.

## Leben
Patrizia Carlucci ist in Schwerte an der Ruhr aufgewachsen. Ihre Mutter stammt aus Deutschland und ihr Vater aus Süditalien. Sie wuchs zweisprachig auf. Nach dem Abitur absolvierte sie ihr Schauspielstudium von 2008 bis 2012 an der Universität der Künste Berlin. Bereits im dritten Studienjahr trat sie zur Spielzeit 2011/2012 ihr erstes festes Theaterengagement am Hans Otto Theater in Potsdam an. Carlucci lebt in Berlin.

## Theater
Zu ihren Bühnenrollen zählten u. a. Victoire in Der Schach von Wuthenow von Theodor Fontane (Regie: Tobias Wellemeyer), Mirjam in Hiob von Joseph Roth (Regie: Michael Talke), Silvia in Das Spiel von Liebe und Zufall (Regie: Jutta Hoffmann), Viola in Was ihr wollt von Shakespeare (Regie: Michael Talke), Marte in Die Kunst des negativen Denkens von Bård Breien (Regie: Fabian Gerhardt) und die Junge Vorschwimmerin in Das permanente Wanken und Schwanken von eigentlich Allem von John von Düffel (Regie: Tobias Wellemeyer). Zum Ende der Spielzeit 2014/2015 schied sie aus dem Ensemble des Hans Otto Theaters aus, um sich vermehrt freien Projekten und Filmaufgaben zu widmen.
Als Gast war Patrizia Carlucci bis zum Ende der Spielzeit 2017/2018 am Hans Otto Theater aktiv. Sie übernahm die Rolle der Hermia in Ein Sommernachtstraum von Shakespeare (Regie: Kerstin Kusch) und die Rolle der Kira in Wie man unsterblich wird von Sally Nicholls (Regie: Fabian Gerhardt).
| Jahr | Stück                           | Rolle    |
| ---- | ------------------------------- | -------- |
| 2011 | Der Schach von Wuthenow         | Victoire |
| 2012 | Das Spiel von Liebe und Zufall  | Silvia   |
| 2013 | Hiob                            | Mirjam   |
| 2014 | Was ihr wollt                   | Viola    |
| 2014 | Fahrenheit 451                  | Clarisse |
| 2015 | Die Kunst des negativen Denkens | Marte    |
| 2015 | Romeo und Julia                 | Julia    |
| 2016 | Ein Sommernachtstraum           | Hermia   |
| 2017 | Wie man unsterblich wird        | Kira     |

Auch in der freien Theaterszene fand sie verschiedene Engagements. In den Spielzeiten 2015/2016 und 2016/2017 gehörte sie fest zum Team des Theaters RambaZamba, wo sie sich in unterschiedlichen Kontexten mit inklusiver Theaterarbeit beschäftigte. U. a. übernahm sie die Rolle der Zizi in Der gute Mensch von Downtown, das frei nach Brecht entwickelt wurde (Regie: Gisela Höhne), und inszenierte für das Theater RambaZamba ein Klassenzimmerstück mit Schauspielern von RambaZamba.
Sie arbeitete außerdem mit Suite42 zusammen und übernahm die Rolle der Schwarzgeschriebenen in dem Theaterstück Fieberfluten von Matin Soofipour Oman, das im Januar 2017 im Radialsystem Berlin Premiere feierte.

## Stimme
Seit 2013 ist Patrizia Carlucci auch als Synchronsprecherin tätig. So synchronisierte sie Riley Keough in der Hauptrolle der Starz-Serie The Girlfriend Experience und im Spielfilm Wolfsnächte. Auch Mary Holland lieh sie wiederholt ihre Stimme, u. a. für ihre Auftritte in den Serien Blunt Talk, New Girl, The Good Place und Veep. In der deutschen Sprachfassung der Serie Life in Pieces synchronisiert sie die Schauspielerin Zoe Lister-Jones (als Jen Short) und in Der Denver-Clan übernimmt sie die Synchronisation von Elizabeth Gillies (als Fallon Carrington).
| Jahr | Titel                                   | Schauspielerin  | Rolle           |
| ---- | --------------------------------------- | --------------- | --------------- |
| 2015 | Zufällig Allmächtig                     | Anna Pierson    | Miss Pringle    |
| 2016 | Mike And Dave Need Wedding Dates        | Mary Holland    | Becky           |
| 2017 | Thelma                                  | Kaya Wilkins    | Anja            |
| 2018 | Wolfsnächte                             | Riley Keough    | Medora          |
| 2018 | Utøya 22. Juli                          | Andrea Berntzen | Kaja            |
| 2018 | The Wedding March 1–3                   | Sarah Grey      | Julie           |
| 2019 | Her Blue Sky                            | Atsumi Tanezaki | Chika Ōtaki     |
| 2020 | Die fantastische Reise des Dr. Dolittle | Selena Gomez    | Betsy           |
| 2020 | The Big Ugly                            | Elyse Levesque  | Jackie          |
| 2022 | Zurück ins Outback                      | Isla Fisher     | Maddie (Medusa) |

| Jahr(e)    | Titel                     | Schauspielerin    | Rolle                |
| ---------- | ------------------------- | ----------------- | -------------------- |
| 2013       | Grand Hotel               | Marta Hazas       | Laura                |
| 2014       | Blunt Talk                | Mary Holland      | Shelly               |
| 2015       | Quantico                  | Li Jun Li         | Iris Chang           |
| 2015- 2019 | Life in Pieces            | Zoe Lister Jones  | Jen Short            |
| 2016       | Backstage                 | Julia Tomasone    | Bianca Blackwell     |
| 2016       | The Girlfriend Experience | Riley Keough      | Christine Read       |
| 2017       | White Famous              | Lyndon Smith      | Gwen                 |
| 2017–2022  | Der Denver-Clan           | Elizabeth Gillies | Fallon Carrington    |
| 2019       | Gotham                    | Lili Simmons      | Selina Kyle/Catwoman |
| seit 2019  | The Witcher               | Anna Shaffer      | Triss Merigold       |
| 2020       | Navy CIS                  | Selina Kaye       | Phyllis              |
| 2021–2023  | Navy CIS: L.A.            | Kayla Smith       | Kamran Hanna         |

## Film/Fernsehen
2015 übernahm Patrizia Carlucci ihre erste Fernsehrolle. Sie spielte an der Seite von Katharina Wackernagel, Hannes Jaennicke und Leonardo Nigro in Der Urbinokrimi – die Tote im Palazzo und in Mord im Olivenhain (Degeto für ARD). Es folgten Auftritte im Frankentatort Am Ende geht man nackt (Regie: Markus Imboden), SOKO Stuttgart, SOKO Donau/Wien, Alarm für Cobra 11 – Die Autobahnpolizei und Gute Zeiten, schlechte Zeiten.
| Jahr | Serie                                    | Folgen                          |
| ---- | ---------------------------------------- | ------------------------------- |
| 2015 | Der Urbino-Krimi                         | Die Tote im Palazzo             |
| 2015 | Der Urbino-Krimi                         | Mord im Olivenhain              |
| 2016 | SOKO Stuttgart                           | Pizza Mortale                   |
| 2016 | Tatort                                   | Am Ende geht man nackt          |
| 2018 | SOKO Donau / SOKO Wien                   | Fadenspiel                      |
| 2018 | Alarm für Cobra 11 – Die Autobahnpolizei | Das Power-Paar                  |
| 2021 | Gute Zeiten, schlechte Zeiten            | 7218-7220                       |
| 2021 | Blutige Anfänger                         | 14–24                           |
| 2023 | Marie Brand                              | Marie Brand und die Ehrenfrauen |